# Marcel Granet
Marcel Granet (en chino tradicional, 葛蘭言; pinyin, Gé Lányán; Luc-en-Diois, 29 de febrero de 1884 - Sceaux, 25 de noviembre de 1940) fue un sociólogo, etnólogo y sinólogo francés. Como seguidor de Émile Durkheim y Édouard Chavannes, Granet fue uno de los primeros en aplicar métodos sociológicos al estudio de China.

## Biografía
En 1904 fue admitido en la École Normale Supérieure. En  1907, empezó a enseñar historia en el liceo de Bastia, en la isla de Córcega. Después de su agregación de historia, se encuentra con André d'Hormon (1881-1965), especialista en China. Fue su maestro Édouard Chavannes quien sugirió a Granet que su interés en el feudalismo podría conducirle al estudio de la sinología. En 1912, envía a Édouard Chavannes el artículo  « Coutumes matrimoniales de la Chine antique» a petición de este último, y que Chavannes publica en Toung pao, un gran revista sinológica. En marzo de ese año Granet se ve envuelto en medio de la revolución china que derroca a la dinastía Qing.
En 1913, es nombrado profesor en la École Pratique des Hautes Études y en 1920 se convierte en profesor en la Sorbonne, el mismo año en que recibe su doctorado. En 1926 se convierte en el primer director del Institut de Hautes Études Chinoises de la Sorbonne, así como profesor de la École des Langues Orientales de París.
Granet recibió la Croix de Guerre por sus servicios en la Primera Guerra Mundial.

## Influencia
Granet fue una especie de pionero en las ciencias sociales que se convirtió en sinólogo buscando una comprensión general de los fenómenos sociales. Después de su interés inicial por la historia, el contacto con las ideas de Durkheim le llevaron a desarrollar unos intereses sociológicos más amplios.
Como sinólogo, Granet se centró en el estudio directo de las fuentes, estableciendo el principio de que la barrera del idioma no era excusa para un nivel menor de exigencia en el uso riguroso de las fuentes.

## Obra
- Fêtes et chansons anciennes de la Chine (1919), París, Albin Michel, 1982.
- La religion des Chinois (1922), París, Albin Michel, 2010.
- Danses et légendes de la Chine ancienne, París, 1926.
- La civilisation chinoise. La vie publique et la vie privée (1929), París, Albin Michel, 1998.
- La pensée chinoise (1934), París, Albin Michel, 1988, 1999. "El pensamiento chino", Madrid, Trotta, 2013.
- Études sociologiques sur la Chine, París, 1953.